# Baddeckenstedt
Baddeckenstedt là một đô thị ở huyện Wolfenbüttel, trong bang Niedersachsen, nước Đức. Đô thị Baddeckenstedt có diện tích 20,47 km². Đô thị này có cự ly khoảng 10 km về phía tây nam của Salzgitter, và 30 km về phía tây nam của Braunschweig.
Baddeckenstedt là thủ phủ của Samtgemeinde ("đô thị tập thể") Baddeckenstedt.
Đô thị Baddeckenstedt có các làng sau:
1. Baddeckenstedt
2. Binder
3. Oelber am weißen Wege
4. Rhene
5. Wartjenstedt